# Shilton van Wyk
Shilton van Wyk est un joueur sud-africain de rugby à sept né le 22 décembre 1999 à Bloemfontein, dans l'État libre.

## Biographie
Il a remporté avec l'équipe d'Afrique du Sud la médaille de bronze du tournoi masculin des Jeux olympiques d'été de 2024, organisés à Paris.